# Педро де Урдемалас
Педро де Урдемалас или Педро де Урдималас (исп. Pedro de Urdemalas) — персонаж фольклора Испании и Португалии в эпоху Позднего Средневековья и Нового времени, а впоследствии — фольклора ряда стран Латинской Америки. Герой ряда анекдотов и пословиц, фигурирующий также во множестве художественных произведений. В их числе комедия Мигеля де Сервантеса «Педро де Урдемалас», опубликованная в составе сборника «Восемь комедий и восемь интермедий» (1615).